# Gastrochilus matsudae
Gastrochilus matsudae är en orkidéart som beskrevs av Bunzo Hayata. Gastrochilus matsudae ingår i släktet Gastrochilus och familjen orkidéer. Inga underarter finns listade i Catalogue of Life.